# Notación de Hermann-Mauguin
La notación de Hermann-Mauguin es usada en geometría para representar los elementos de simetría en los distintos casos del grupo puntual, del grupo del papel pintado y del grupo espacial. Lleva el nombre del cristalógrafo alemán Carl Hermann (quien lo introdujo en 1928) y el mineralogista francés Charles-Victor Mauguin (quien lo modificó en 1931). Esta notación a veces se llama notación internacional, porque fue adoptada como estándar por las International Tables For Crystallography desde su primera edición en 1935.
La notación de Hermann-Mauguin, en comparación con la notación de Schoenflies, se prefiere en cristalografía porque se puede usar fácilmente para incluir elementos de simetría traslacional y además especifica las direcciones de los ejes de simetría.

## Grupos de puntos
Los ejes de rotación se indican con un número n — 1, 2, 3, 4, 5, 6, 7, 8 ... (para ángulos de rotación φ = 360°n). Para las rotaciones impropias, los símbolos de Hermann-Mauguin muestran ejes de rotoinversión, a diferencia de las notaciones de Schoenflies y Shúbnikov, que muestran ejes de rotorreflexión. Los ejes de rotoinversión están representados por el número correspondiente con un macrón, n — 1, 2, 3, 4, 5, 6, 7, 8, ... . 2 es equivalente a un plano de espejo y generalmente se indica como m. La dirección del plano del espejo se define como la dirección de la perpendicular a él (la dirección del eje 2).
Los símbolos de Hermann-Mauguin muestran ejes y planos no equivalentes de forma simétrica. La dirección de un elemento de simetría corresponde a su posición en el símbolo de Hermann-Mauguin. Si un eje de rotación n y un plano especular m tienen la misma dirección (es decir, el plano es perpendicular al eje n), entonces se denotan como una fracción nm o  n /m.
Si dos o más ejes tienen la misma dirección, se muestra el eje con mayor simetría. Una simetría más alta significa que el eje genera un patrón con más puntos. Por ejemplo, los ejes de rotación 3, 4, 5, 6, 7, 8 generan patrones de 3, 4, 5, 6, 7 y 8 puntos, respectivamente. Los ejes de rotación impropia 3, 4, 5, 6, 7, 8 generan patrones de 6, 4, 10, 6, 14 y 8 puntos, respectivamente. Si un eje de rotación y uno de rotoinversión generan el mismo número de puntos, se debe elegir el eje de rotación. Por ejemplo, la combinación 3m es equivalente a 6. Dado que 6 genera 6 puntos y 3 genera solo 3, debe escribirse 6 en lugar de 3m (no 6m, porque 6 ya contiene el plano especular m). Análogamente, en el caso de que estén presentes los ejes 3 y 3, se debe escribir 3. Sin embargo, se escribe 4m, no 4m, porque tanto 4 como 4 generan cuatro puntos. En el caso de la combinación 6m, donde están presentes los ejes 2, 3, 6, 3 y 6, los ejes 3, 6 y 6 generan patrones de 6 puntos, pero se debe usar este último porque es un eje de rotación: el símbolo será 6m.
Finalmente, el símbolo de Hermann-Mauguin depende del tipo de grupo.

### Grupos sin ejes de orden superior (ejes de orden tres o más)
Estos grupos pueden contener solo ejes de multiplicidad de simetría 2, planos de simetría y/o un centro de inversión. Estos son el  grupo de puntos cristalográfico 1 y 1 (sistema cristalino triclínico), 2, m y 2m (monoclínico), y 222, 2m2m2m y mm2 (ortorrómbico). La forma abreviada de 2m2m2m es mmm. Si el símbolo contiene tres posiciones, denotan elementos de simetría en las tres direcciones x, y, z, respectivamente.

### Grupos con un eje de orden superior
- Primera posición — dirección primaria — dirección z, asignada al eje de orden superior.
- Segunda posición: direcciones secundarias simétricamente equivalentes, que son perpendiculares al eje z. Estas pueden ser 2, m o 2m.
- Tercera posición — direcciones terciarias simétricamente equivalentes, pasando entre direcciones secundarias. Estas pueden ser 2, m o 2m.

Estos son los grupos cristalográficos 3, 32, 3m, 3 y 32m (sistema cristalino hexagonal), 4, 422, 4mm, 4, 42m, 4m y 4m2m2m (tetragonal ), y 6, 622, 6mm, 6, 6m2, 6m y 6m2m2m (hexagonal). Análogamente, se pueden construir símbolos de grupos no cristalográficos (con ejes de orden 5, 7, 8, 9...). Estos grupos se pueden ordenar según la siguiente tabla:
| Schoenflies | Símbolo H–M | 3   | 4      | 5   | 6      | 7   | 8      | 9   | 10      | 11     | 12      | ... | ∞  |
| ----------- | ----------- | --- | ------ | --- | ------ | --- | ------ | --- | ------- | ------ | ------- | --- | -- |
| Cn          | n           | 3   | 4      | 5   | 6      | 7   | 8      | 9   | 10      | 11     | 12      | ... | ∞  |
| Cnv         | nm          | 3m  |        | 5m  |        | 7m  |        | 9m  |         | 11m    |         | ... | ∞m |
| Cnv         | nmm         |     | 4mm    |     | 6mm    |     | 8mm    |     | 10mm    |        | 12mm    | ... | ∞m |
| S2n         | n           | 3   |        | 5   |        | 7   |        | 9   |         | 11     |         | ... | ∞m |
| Sn          | n           |     | 4      |     |        |     | 8      |     |         |        | 12      | ... | ∞m |
| Cn2h        | n           |     |        |     | 6      |     |        |     | 10      |        |         | ... | ∞m |
| Cnh         | nm          |     | 4m     |     | 6m     |     | 8m     |     | 10m     |        | 12m     | ... | ∞m |
| Dn          | n2          | 32  |        | 52  |        | 72  |        | 92  |         | (11)2  |         | ... | ∞2 |
| Dn          | n22         |     | 422    |     | 622    |     | 822    |     | (10)22  |        | (12)22  | ... | ∞2 |
| Dnd         | n2m         | 32m |        | 52m |        | 72m |        | 92m |         | (11)2m |         | ... | ∞m |
| Dn2d        | n2m= nm2    |     | 42m    |     |        |     | 82m    |     |         |        | (12)2m  | ... | ∞m |
| Dn2h        | n2m= nm2    |     |        |     | 6m2    |     |        |     | (10)m2  |        |         | ... | ∞m |
| Dnh         | nm2m2m      |     | 4m2m2m |     | 6m2m2m |     | 8m2m2m |     | 10m2m2m |        | 12m2m2m | ... | ∞m |

Se puede notar que en grupos con ejes de orden impar n y n la tercera posición en el símbolo siempre está ausente, porque todas las direcciones n, perpendiculares al eje de orden superior, son simétricamente equivalentes. Por ejemplo, en la imagen de un triángulo, los tres planos del espejo (S0, S1, S2) son equivalentes: todos pasan por un vértice y el centro del lado opuesto.
Para ejes de orden par n y n hay direcciones secundarias n2 y direcciones terciarias n2. Por ejemplo, en la imagen de un hexágono regular se pueden distinguir dos conjuntos de planos de espejo: tres planos pasan por dos vértices opuestos y otros tres planos pasan por los centros de lados opuestos. En este caso, cualquiera de los dos conjuntos se puede elegir como dirección secundaria, el resto del conjunto será de dirección terciaria. Por lo tanto, los grupos 42m, 62m, 82m, ... pueden escribirse como 4m2, 6m2, 8m 2, ... . Para símbolos de grupos de puntos, este orden normalmente no importa; sin embargo, será importante para los símbolos de Hermann-Mauguin de los grupos espaciales correspondientes, donde las direcciones secundarias son direcciones de elementos de simetría en las traslaciones de celda unitaria b y c, mientras que las direcciones terciarias corresponden a la dirección entre las traslaciones de celda unitaria b y c. Por ejemplo, los símbolos P6m2 y P62m denotan dos grupos espaciales diferentes. Esto también se aplica a los símbolos de grupos espaciales con ejes de orden impar 3 y 3. Los elementos de simetría perpendicular pueden ir en traslaciones de celdas unitarias b y c o entre ellas. Los grupos espaciales P321 y P312 son ejemplos de los primeros y últimos casos, respectivamente.
El símbolo del grupo de puntos 32m puede resultar confuso; el símbolo de Schoenflies correspondiente es D3d, lo que significa que el grupo consta de un eje de multiplicidad 3, de tres ejes de multiplicidad 2 perpendiculares y de 3 planos diagonales verticales que pasan entre estos ejes de multiplicidad 2, por lo que parece que el grupo puede denotarse como 32m o 3m2. Sin embargo, se debe recordar que, a diferencia de la notación de Schoenflies, la dirección de un plano en un símbolo de Hermann-Mauguin se define como la dirección perpendicular al plano, y en el grupo D3d todos los planos del espejo son perpendiculares a ejes de multiplicidad 2, por lo que deben escribirse en la misma posición que 2m. En segundo lugar, estos complejos 2m generan un centro de inversión, que combinado con el eje de rotación triple genera un eje de rotoinversión 3.
Los grupos con n = ∞ se denominan grupos límite o grupos de puntos en tres dimensiones.

### Grupos con varios ejes de orden superior
Estos son los grupos cristalográficos de un sistema cristalino cúbico: 23, 432, 2m3, 43m y 4m32m. Todos ellos contienen cuatro ejes diagonales de multiplicidad 3. Estos ejes están dispuestos como ejes de multiplicidad 3 en un cubo, dirigidos según sus cuatro diagonales espaciales (el cubo tiene simetría 4m32m). Estos símbolos se construyen de la siguiente manera:
- Primera posición: direcciones simétricamente equivalentes de los ejes de coordenadas x, y y z. Son equivalentes debido a la presencia de ejes diagonales de multiplicidad 3.
- Segunda posición — diagonal 3 o ejes 3.
- Tercera posición: direcciones diagonales entre dos de los tres ejes de coordenadas x, y y z. Estos pueden ser 2, m o 2m.

Todos los símbolos de Hermann-Mauguin presentados anteriormente se denominan símbolos completos. Para muchos grupos, se pueden simplificar omitiendo los ejes de rotación de multiplicidad n en las posiciones nm. Esto se puede hacer si el eje de rotación se puede obtener sin ambigüedades a partir de la combinación de elementos de simetría presentados en el símbolo. Por ejemplo, el símbolo corto para 2m2m2m es mmm, para 4m2m2m es 4mmm y para 4m32m es m3m. En grupos que contienen un eje de orden superior, este eje de orden superior no se puede omitir. Por ejemplo, los símbolos 4m2m2m y 6m2m2m se pueden simplificar a 4/mmm (o 4mmm) y 6/mmm (o 6mmm), pero no a  mmm; el símbolo corto para 32m es 3m. Los símbolos completos y cortos para los 32 grupos de puntos cristalográficos se dan en la página grupos de puntos cristalográficos.
Además de cinco grupos cúbicos, hay otros dos grupos icosaédricos no cristalográficos (I y Ih en notación de Schoenflies) y dos grupos límite (K y Kh en notación de Schoenflies). Los símbolos de Hermann-Mauguin no fueron diseñados para grupos no cristalográficos, por lo que sus símbolos son bastante nominales y se basan en la similitud con los símbolos de los grupos cristalográficos de un sistema de cristales cúbico. El grupo I se puede indicar como 235, 25, 532, 53. Los posibles símbolos cortos para Ih son m35, m5, m 5m, 53m. Los símbolos posibles para el grupo límite K son ∞∞ o 2∞, y para Kh son ∞m∞ o m∞ o ∞∞m.

## Grupos planos
Los grupos planos también se pueden representar utilizando el sistema de Hermann-Mauguin. La primera letra es p minúscula o c para representar celdas unidad primitivas o centradas. El siguiente número es la simetría rotacional, como se indica arriba. La presencia de planos de espejo se denota con m, mientras que las reflexiones deslizadas solo se denotan con g. Los ejes helicoidales no existen en dos dimensiones, porque requieren el espacio 3D.

## Grupos espaciales
El símbolo de un grupo espacial se define combinando la letra mayúscula que describe su tipo de red con símbolos que especifican los elementos de simetría. Los elementos de simetría se ordenan de la misma manera que en el símbolo del grupo de puntos correspondiente (grupo que se obtiene si se eliminan todos los componentes de traslación del grupo espacial). Los símbolos de los elementos de simetría son más diversos porque, además de los ejes de rotación y los planos de espejo, el grupo espacial puede contener elementos de simetría más complejos: ejes helicoidales (combinación de rotación y traslación) y planos de deslizamiento (combinación de reflexión y traslación de espejo). Por lo tanto, muchos grupos espaciales diferentes pueden corresponder al mismo grupo de puntos. Por ejemplo, al elegir diferentes tipos de celosía y planos de deslizamiento, se pueden generar 28 grupos espaciales diferentes a partir del grupo de puntos mmm, como por ejemplo Pmmm, Pnnn, Pccm, Pban, Cmcm, Ibam, Fmmm o Fddd.

### Tipos de celosía
Estos son los tipos de redes de Bravais en tres dimensiones:
- P — Primitivo
- I — Cuerpo centrado (del alemán "Innenzentriert")
- F — Cara centrada (del alemán "Flächenzentriert")
- A — Base centrada solo en las caras A
- B — Base centrada solo en las caras B
- C — Base centrada solo en caras C
- R — Romboédrico

| Primitive    | Base centered        | Face centered        | Body centered            | Rhombohedral                            |
| ------------ | -------------------- | -------------------- | ------------------------ | --------------------------------------- |
| Primitivo, P | Centrado en bases, C | Centrado en caras, F | Centrado en el sólido, I | Romboédrico en disposición hexagonal, R |

### Ejes helicoidales
El eje helicoidal se indica con un número n, donde el ángulo de rotación es 360°n. Luego, el grado de traslación se agrega como un subíndice que muestra lo que se desplaza la traslación en el eje, como una porción del vector reticular paralelo. Por ejemplo, 21 es una rotación de 180° (multiplicidad doble) seguida de una traslación de 12 del vector de red. 31 es una rotación de 120° (multiplicidad triple) seguida de una traslación de 13 del vector de red.
Los ejes helicoidales posibles son: 21, 31, 32, 41, 42, 43, 61, 62, 63, 64 y 65.
Hay 4 pares enantiomórficos de ejes: (31 — 32), (41 — 43), (61 — 65) y (62 — 64). Este enantiomorfismo da como resultado 11 pares de grupos espaciales enantiomórficos, a saber:
| Sistema cristalino            | Tetragonal | Tetragonal | Tetragonal | Trigonal | Trigonal  | Trigonal  | Hexagonal | Hexagonal | Hexagonal | Hexagonal | Cúbico    |
| ----------------------------- | ---------- | ---------- | ---------- | -------- | --------- | --------- | --------- | --------- | --------- | --------- | --------- |
| Primer grupo Número de grupo  | P41 76     | P4122 91   | P41212 92  | P31 144  | P3112 152 | P3121 151 | P61 169   | P62 171   | P6122 178 | P6222 180 | P4132 213 |
| Segundo grupo Número de grupo | P43 78     | P4322 95   | P43212 96  | P32 145  | P3212 154 | P3221 153 | P65 170   | P64 172   | P6522 179 | P6422 181 | P4332 212 |

### Planos de deslizamiento
Los planos de deslizamiento se indican con a, b o c según el eje en el deslizamiento. También existe el deslizamiento n, que es un deslizamiento en la mitad de la diagonal de una cara, y el deslizamiento d, que es en un cuarto de una cara o espacio diagonal de la celda unitaria. El deslizamiento d a menudo se denomina plano de deslizamiento de diamante, ya que se presenta en la estructura del diamante.
- a, b, o c se deslizan en traslación en la mitad del vector de celosía de esta cara.
- n es una traslación de deslizamiento en la diagonal de media cara.
- Planos de deslizamiento d con traslación en un cuarto de una diagonal de cara o de una diagonal espacial.
- e dos deslizamientos con el mismo plano de deslizamiento y traslación en dos vectores de media red (diferentes).